# Je ne sais pas pourquoi
«Je ne sais pas pourquoi» (в переводе с фр. Не знаю почему) — четвёртый сингл с дебютного студийного альбома австралийской певицы Кайли Миноуг, выпущенный 17 октября 1988 года. Песню написало известное продюсерское трио Сток, Эйткен и Уотермен.

## Живые выступления
Кайли выступала с этой песней в следующих концертных турах:
- Disco in Dream/The Hitman Roadshow
- Enjoy Yourself Tour
- Rhythm of Love Tour
- Showgirl: The Greatest Hits Tour

## Список композиций
CD-сингл

(PWCD21)
1. «Je Ne Sais Pas Pourquoi» (Moi Non Plus mix) — 5:55
2. «Made In Heaven» (Maid in England mix) — 6:20
3. «The Loco-Motion» (Sankie mix — long version) — 6:55

7"-сингл

(PWL21)
1. «Je Ne Sais Pas Pourquoi» — 4:01
2. «Made in Heaven» — 3:24

12"-сингл

(PWLT21)
1. «Je Ne Sais Pas Pourquoi» (Moi Non Plus mix) — 5:55
2. «Made In Heaven» (Maid in England mix) — 6:20

UK 12"-remix

(PWLT21R)
1. «Je Ne Sais Pas Pourquoi» (The Revolutionary mix) — 7:16
2. «Made In Heaven» (Maid in England mix) — 6:20

U.S. 12"-сингл

(0-21247)
1. «Je Ne Sais Pas Pourquoi» (Moi Non Plus mix) — 5:55
2. «Je Ne Sais Pas Pourquoi» (The Revolutionary mix) — 7:16
3. «Made In Heaven» (Maid in England mix) — 6:20

## Позиции в чартах
Стартовав 22 октября 1988 года в британском хит-параде на одиннадцатом месте, «Je Ne Sais Pas Pourquoi» взлетела на второе место, где оставалась три следующие недели. Таким образом, певица стала первым исполнителем в истории британских чартов, имевшем в своём активе сразу 4 сингла с одного альбома, побывавших в лидирующей тройке.
| Максимальная позиция в чарте | Максимальная позиция в чарте | Максимальная позиция в чарте                 | Максимальная позиция в чарте | Максимальная позиция в чарте | Максимальная позиция в чарте | Максимальная позиция в чарте | Максимальная позиция в чарте | Максимальная позиция в чарте | Максимальная позиция в чарте | Максимальная позиция в чарте | Максимальная позиция в чарте | Максимальная позиция в чарте |
| Великобритания               | Соединённые Штаты Америки    | Федеративная Республика Германии (1949—1990) | Швейцария                    | Франция                      | Нидерланды                   | Швеция                       | Норвегия                     | Австралия                    | Новая Зеландия               | Япония                       | Гонконг                      | Австрия                      |
| ---------------------------- | ---------------------------- | -------------------------------------------- | ---------------------------- | ---------------------------- | ---------------------------- | ---------------------------- | ---------------------------- | ---------------------------- | ---------------------------- | ---------------------------- | ---------------------------- | ---------------------------- |
| 2                            | —                            | 14                                           | 24                           | 15                           | 43                           | —                            | 10                           | 11                           | 9                            | —                            | —                            | —                            |